# نیروهای مسلح رومانی
نیروهای مسلح رومانی (رومانیایی: Forțele Armate Române) مجموعه نیروهای نظامی رومانی است، که از نیروهای زمینی رومانی، نیروی دریایی رومانی و نیروی هوایی رومانی تشکیل می‌شود.